# Gefangen bei den Pharaonen
Gefangen bei den Pharaonen (im Original „Imprisoned with the Pharaohs“) ist eine Kurzgeschichte, die der amerikanische Fantasy-Autor H. P. Lovecraft in Zusammenarbeit mit Harry Houdini im Februar 1924 schrieb. Im Auftrag des Gründers und Besitzers von Weird Tales, J. C. Henneberger, erzählt die Erzählung in der Ich-Perspektive einen fiktionalen Bericht über ein angeblich wahres Erlebnis des Entfesselungskünstlers Harry Houdini. Houdini wird 1910 in Ägypten von einem Reiseleiter, der einem alten Pharao ähnelt, entführt und in der Nähe der Großen Sphinx von Gizeh in ein tiefes Loch geworfen. Bei dem Versuch, einen Ausweg zu finden, stößt er auf eine gigantische zeremonielle Höhle und begegnet der realen Gottheit, die den Bau der Sphinx inspiriert hat. Lovecraft nahm den Auftrag an, weil er von Henneberg einen Vorschuss erhielt. Das Ergebnis wurde in der Mai-Juni-Juli-Ausgabe 1924 von Weird Tales veröffentlicht, obwohl es bis zur Neuauflage von 1939 ausschließlich Houdini zugeschrieben wurde. Trotz Lovecrafts künstlerischer Freiheit gefiel Houdini die Geschichte, und die beiden Männer arbeiteten bis zu Houdinis Tod im Jahr 1926 an mehreren kleineren Projekten zusammen. „Imprisoned with the Pharaohs“ gilt als früher Einfluss auf den Autor Robert Bloch und als Vorwegnahme der kosmischen Themen in Lovecrafts späteren Werken, darunter „The Shunned House“.

## Inhalt

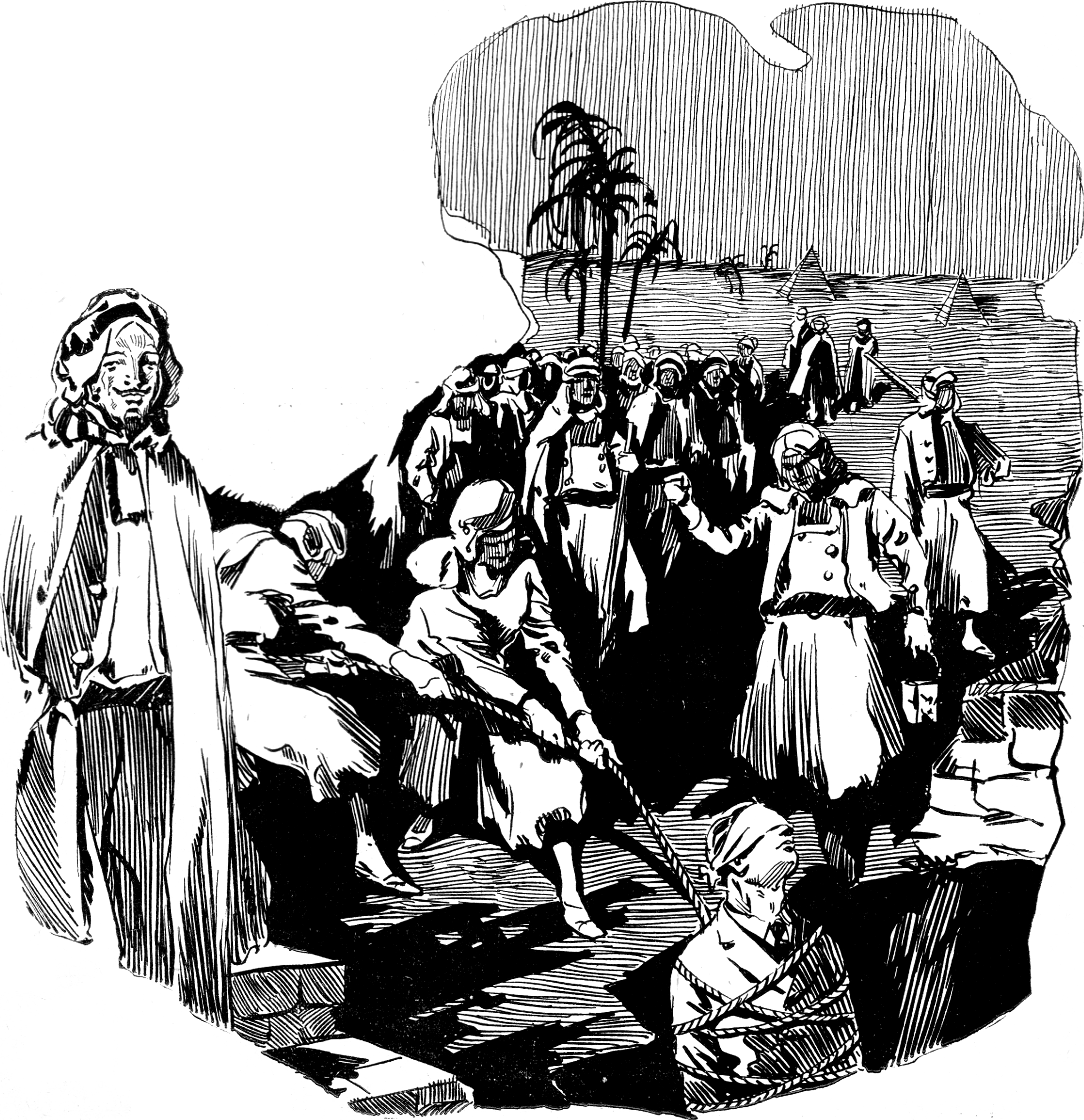
Weird Tales Band 4 Ausgabe 2 - Imprisoned with the Pharaohs

Aus der Ich-Perspektive des Entfesselungskünstlers Harry Houdini erzählt, ist „Gefangen bei den Pharaonen“ ein fiktionaler Bericht über eine Begegnung, die er im Januar 1910 während eines Urlaubs in Ägypten erlebt haben will. Houdini, der die Dienste eines Führers namens Abdul Reis el Drogman in Anspruch nimmt, wird auf eine Tour durch Kairo mitgenommen und schließlich gezwungen, einen Konflikt zwischen seinem Führer und einem Beduinenführer namens Ali Ziz zu schlichten. Drogman bittet Houdini, ihm bei der Beilegung des Streits zu helfen, und zwar mit Hilfe eines „sehr alten Brauchs in Kairo“: Einem Boxkampf auf der Großen Pyramide von Gizeh. Houdini findet jedoch bald heraus, dass der ganze Streit nur ein Trick war, um ihn nachts in die Wüste zu locken und zu entführen. Der Entfesselungskünstler wird gefesselt, an einen unbekannten Ort gebracht und in eine tiefe Grube gestürzt.
Gequält von Träumen spektakulären Schreckens, erwacht Houdini auf dem Grund der Grube und kann sich schließlich von den Seilen befreien. Er vermutet, dass er sich irgendwo in einem Tempel unter der Großen Sphinx von Gizeh befindet, und versucht, in der Dunkelheit einen Ausgang zu finden, indem er einem Luftzug von draußen folgt. Stattdessen stellt er fest, dass er in Wirklichkeit weiter unter die Erde gegangen ist, schließlich eine Treppe hinunterfällt und in einer großen zeremoniellen Höhle landet. Dort wird er Zeuge, wie eine Armee von Mumien, halb Mensch, halb Tier, angeführt von den altägyptischen Pharaonen Chephren und Nitokris, einem nilpferdgroßen, fünfköpfigen, tentakelartigen Ungeheuer Opfergaben darbringt, das aus einem Loch tief in der Halle gekrochen kommt. Auf seiner Flucht, erkennt er, dass diese Kreatur lediglich die Pranke einer noch viel größeren Gottheit ist, als deren Abbild die Sphinx gemeißelt wurde. Houdini hält das Geschehen für eine Halluzination oder einen Traum, der von den Strapazen seiner Entführung herrührt, obwohl er eine Ähnlichkeit zwischen Khephren und seinem Führer Drogman sieht.

## Hintergrund

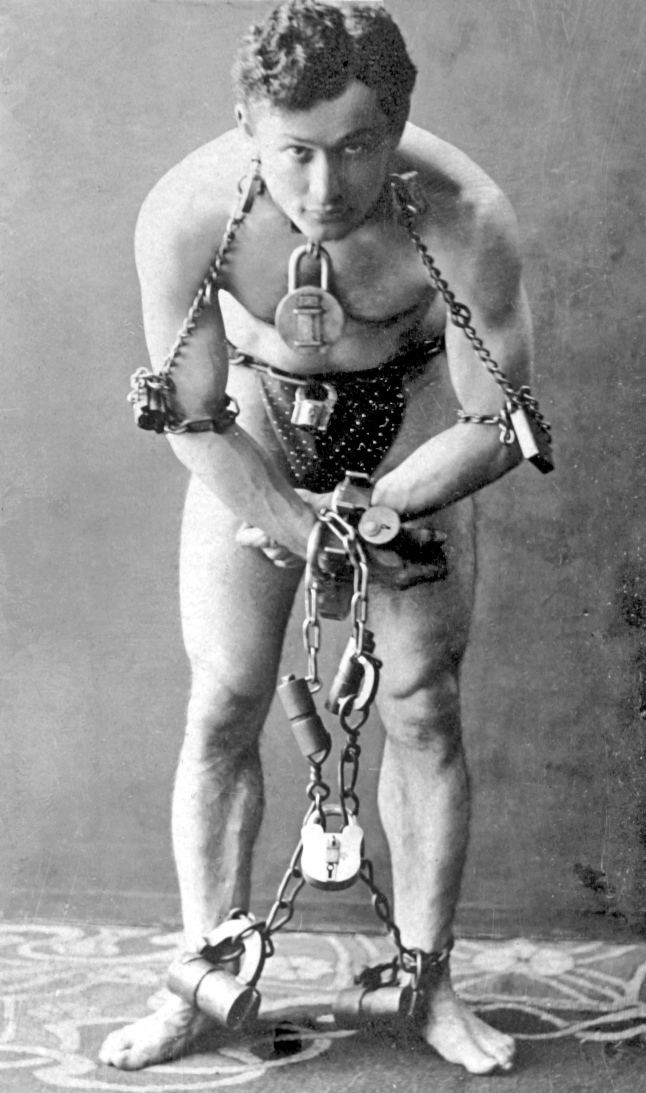

Angesichts finanzieller Probleme wollte J. C. Henneberger, der Gründer und Eigentümer von Weird Tales, den populären Harry Houdini mit dem Magazin in Verbindung bringen, um die Leserschaft zu vergrößern. Nach der Einführung einer „Ask Houdini“-Kolumne und der Veröffentlichung von zwei Kurzgeschichten, die angeblich von dem Entfesselungskünstler verfasst worden waren, wandte sich Henneberger im Februar 1924 an Lovecraft und beauftragte ihn, die Geschichte eines angeblich wahren Erlebnisses zu schreiben, das Houdini in Ägypten gehabt haben soll. Lovecraft erhielt 100 Dollar (nach heutigen Maßstäben etwa 1510 Dollar) für das Ghostwriting der Geschichte, damals die größte Summe, die er je als Vorschuss erhalten hatte. Dies war ein wichtiger Faktor, der ihn dazu motivierte, den Auftrag anzunehmen, denn nachdem er Houdinis Geschichte gehört und den Hintergrund recherchiert hatte, kam Lovecraft zu dem Schluss, dass die Geschichte frei erfunden war, und bat Henneberger um die Erlaubnis, sich künstlerische Freiheiten herauszunehmen. Nachdem er die Erlaubnis des Herausgebers erhalten hatte, begann er mit dem Schreiben, indem er viel Zeit damit verbrachte, den Schauplatz in den Büchern des Metropolitan Museum of Art zu recherchieren und häufig die ägyptischen Ausstellungen des Museums zu besuchen.
Lovecraft beendete „Gefangen bei den Pharaonen“ im Februar 1924, verlor aber sein Original-Typoskript der Geschichte am Bahnhof von Providence, Rhode Island, als er auf dem Weg nach New York war, um zu heiraten. Er war gezwungen, einen Großteil seiner Flitterwochen in Philadelphia zu verbringen, um das Manuskript neu abzutippen. Der Originaltitel des Werks, „Under the Pyramids“, ist nur aus der Fundanzeige bekannt, die er im Providence Journal aufgab. Die Geschichte wurde in der Mai-Juni-Juli-Ausgabe 1924 von Weird Tales unter dem Titel „Imprisoned with the Pharaohs“ (Gefangen bei den Pharaonen) und ohne Nennung Lovecrafts in der Titelzeile gedruckt, da Henneberger der Meinung war, dass dies die Leser verwirren würde, da die Geschichte ausschließlich aus Houdinis Ich-Perspektive erzählt wurde. Lovecraft wurde später in den editorischen Anmerkungen des Nachdrucks von 1939 erwähnt.

## Reaktion
„Gefangen bei den Pharaonen“ wurde zu einer beliebten Geschichte und wurde von Houdini wohlwollend aufgenommen. Der Entfesselungskünstler war so beeindruckt, dass er dem Schriftsteller bis zu seinem Tod immer wieder Aufträge und Ghostwriting-Möglichkeiten anbot. Dazu gehörten ein Artikel, in dem er die Astrologie kritisierte (für den er 75 Dollar erhielt, was nach heutigen Maßstäben etwa 1133 Dollar entspricht) und ein Buch mit dem Titel The Cancer of Superstition (Der Krebs des Aberglaubens), für das Lovecraft vor Houdinis Tod im Jahr 1926 eine Skizze und einige einleitende Seiten fertiggestellt hatte. Als Dank für seine Arbeit schenkte Houdini Lovecraft ein signiertes Exemplar seines 1924 erschienenen Buches A Magician Among the Spirits (Ein Zauberer unter den Geistern). Der Lovecraft-Forscher S. T. Joshi lobte die Geschichte als „überraschend effektiv und spannend, mit einem wirklich überraschenden Ende“. Der Science-Fiction- und Fantasy-Autor, Herausgeber und Kritiker Lin Carter schrieb 1972 in seinem Werk Lovecraft: A Look Behind the Cthulhu Mythos die Geschichte als „eines der besten Dinge, die Lovecraft bis zu diesem Zeitpunkt geschrieben hatte“.
„Gefangen bei den Pharaonen“ wird als früher Einfluss auf Robert Bloch genannt, was besonders in dessen Erzählung „Fane of the Black Pharaoh“ deutlich wird. Obwohl Lovecraft selbst die reale Sphinx als Totengott bezeichnet, erweiterte Bloch den Mythos und behauptete, die Sphinx in Imprisoned with the Pharaohs „sei in Wirklichkeit Nyarlathotep, einer der großen Alten und eine Schöpfung Lovecrafts.“ Die Idee eines überraschenden Endes, bei dem eine schreckliche Entdeckung durch die Erkenntnis, dass sie nur Teil eines größeren Schreckens ist, noch verschlimmert wird, wurde erneut in The Shunned House verwendet, das später im selben Jahr geschrieben wurde. In dieser Geschichte gräbt der Protagonist in den Keller des gleichnamigen Hauses, um festzustellen, dass das, was er für das Monster der Geschichte hielt, nur der Ellbogen des Ungeheuers ist.